# Spearfish
Spearfish és una població dels Estats Units a l'estat de Dakota del Sud. Segons el cens del 2000 tenia 8.606 habitants.

## Demografia
Segons el cens del 2000, Spearfish tenia 8.606 habitants, 3.638 habitatges, i 1.931 famílies. La densitat de població era de 543,8 habitants per km².
Dels 3.638 habitatges en un 25,2% hi vivien nens de menys de 18 anys, en un 41,4% hi vivien parelles casades, en un 9,2% dones solteres, i en un 46,9% no eren unitats familiars. En el 37% dels habitatges hi vivien persones soles el 15,5% de les quals corresponia a persones de 65 anys o més que vivien soles. El nombre mitjà de persones vivint en cada habitatge era de 2,15 i el nombre mitjà de persones que vivien en cada família era de 2,85.
Per edats la població es repartia de la següent manera: un 20,3% tenia menys de 18 anys, un 21,5% entre 18 i 24, un 23,3% entre 25 i 44, un 17,9% de 45 a 60 i un 17,1% 65 anys o més.
L'edat mediana era de 32 anys. Per cada 100 dones de 18 o més anys hi havia 83,3 homes.
La renda mediana per habitatge era de 26.887 $ i la renda mediana per família de 40.257 $. Els homes tenien una renda mediana de 30.242 $ mentre que les dones 20.431 $. La renda per capita de la població era de 16.565 $. Entorn del 9,8% de les famílies i el 17,4% de la població estaven per davall del llindar de pobresa.

## Poblacions més properes
El següent diagrama mostra les poblacions més properes.

## Clima
L'amplitud tèrmica més ràpida registrada a la Terra van ser els 27 °C en 2 minuts, mesurada a Spearfish el 22 de gener de 1943, de -20 °C a +7 °C.